# Renium(III)chloride
Renium(III)chloride is een chloride van renium, met als brutoformule ReCl3. De stof komt voor als een corrosieve rode kristallijne vaste stof. Het wordt als startverbinding gebruikt bij de synthese van reniumcomplexen en organoreniumverbindingen.

## Synthese
Renium(III)chloride kan bereid worden door thermische ontleding van renium(V)chloride in stikstof:
{\displaystyle \mathrm {ReCl_{5}\ \longrightarrow \ ReCl_{3}+\ Cl_{2}} }
Andere mogelijk synthesewegen zijn de reactie van sulfurylchloride met metallisch renium, de thermische ontleding van zouten van hexachloorrenium(IV)zuur en de verhitting van Re2(O2CCH3)4Cl2 onder zoutzuurgas.

## Kristalstructuur en eigenschappen
Renium(III)chloride neemt een trigonale kristalstructuur aan. Het behoort tot ruimtegroep R-3m. De verbinding komt voor als het trimeer Re3Cl9, waarbij 3 chlorideliganden een brug vormen tussen 3 reniumatomen. Deze kristalstructuur heeft als gevolg dat de verbinding goed oplosbaar is in tal van oplosmiddelen.
Renium(III)chloride is stabiel in de lucht en niet vluchtig. Bij langdurig verhitten ontstaan groene dampen.